# Manny Trillo
Pour les articles homonymes, voir Trillo.
Jesús Manuel Marcano Trillo (né le 25 décembre 1950 à Caripito, Monagas, Venezuela) est un ancien joueur professionnel de baseball.
Il évolue dans la Ligue majeure de baseball pour 7 clubs différents de 1973 à 1989, notamment pour les Cubs de Chicago et les Phillies de Philadelphie. Il est reconnu comme l'un des meilleurs joueurs de deuxième but défensifs de son époque, en raison de ses relais rapides, et précis, décochés de plusieurs angles.
Joueur recrue, Manny Trillo fait partie de l'équipe des Athletics d'Oakland qui remporte la Série mondiale 1973 mais il ne joue pas dans la finale. En revanche, il est partie intégrante de la formation des Phillies de Philadelphie championne de la Série mondiale 1980, qu'il aide dans la conquête du titre en étant nommé joueur par excellence de la Série de championnat de la Ligue nationale. 
Invité quatre fois au match des étoiles (1977, 1981, 1982, 1983), il remporte trois fois le Gant doré (1979, 1981, 1982) du meilleur joueur de deuxième but défensif et deux fois le Bâton d'argent (1980, 1981) du meilleur deuxième but offensif de la Ligue nationale.